# Palazzo Zogna
(Notaio Bellani Denti Lodovico)
Palazzo Zogna, conosciuto come ex Caserma Scotti venne progettato da Pietro Isabello, architetto che contribuì a caratterizzare l'architettura di Bergamo dei primi anni del XVI secolo. L'immobile con decreto del 22 ottobre 2009 è dichiarato di interesse storico artistico come da D.L. del 22 gennaio 2004 n° 42.

## Storia
Il palazzo fu costruito da Paolo Casotti  della famiglia Casotti de Mazzoleni, commerciante di panni di lana che si era notevolmente arricchito esportando i suoi prodotti in tutta la penisola italiana e che abitava il palazzo Casotti in via Pignolo, la strada detta dei commercianti, mentre la villa Zogna era locata fuori dalle mura cittadine, doveva essere la casa di campagna della famiglia.
Se del palazzo residenziale in via Pignolo non si conosce l'architetto progettista, quasi sicuramente palazzo Zogna fu progettato da Pietro Cleri nel 1510, e gli affreschi furono realizzati da Andrea Previtali. I dipinti furono terminati del 1512, l'artista era amico del Casotti, che gli commissionò più di un lavoro.
Alla morte di Paolo, la proprietà, con tutti gli altri beni, passò alla vedova Agnese Avinatri in qualità di usufruttuaria a nome dell'unico figlio maschio Giovan Francesco che però morì in giovane età. La proprietà passò quindi ai cugini Giovan Maria e Marsilio figli di Zanarino Casotti.
I Casotti nei nomi di Giulio: Magnificus Dominus Julius Casottus de Mazolenus, alienarono la proprietà alla famiglia Albani con atto del 27 febbraio 1620 e successivamente ai Suardi. Gli stabili diventarono poi ospedale militare nel 1885 e caserma nel XIX secolo, trasformando un fabbricato residenziale in ben altre destinazioni d'uso che se, per la parte esterna non portarono grandi variazioni, per gli ambienti interni furono di radicale trasformazione.
Dismessa la caserma molteplici furono i progetti che si susseguirono nel tempo, dalla realizzazione di spazi adibiti a mostre come appendice della Accademia Carrara, o di ambito sociale, ma nessuno attuato, portando lo stabile in uno stato di forte degrado. La ex caserma venne acquistata dalla fondazione Ikaros nel 2011 e dal marzo 2017 ritirata dalla Diocesi di Bergamo.

## Architettura
Il palazzo a due piani ha la forma di una U. Aveva originariamente un torre colombaia a terminazione poligonale affrescata, di cui rimangono solo alcuni disegni realizzati nel XIX secolo. Le diverse destinazioni d'uso dell'immobile hanno però mantenuto l'originale composizione padronale anche se in uno stato di degrado.